# Emblème de la république socialiste soviétique du Tadjikistan

Emblème de la république socialiste soviétique du Tadjikistan

L'emblème de la république socialiste soviétique du Tadjikistan a été adopté le 1er mars 1937 par le gouvernement tadjik. Le blason s'inspire du blason de l'Union soviétique. Il montre les symboles de l'agriculture (coton et le blé). L'étoile rouge est au centre avec un marteau et la faucille en son sein. Le soleil levant est synonyme de l'avenir de la nation tadjike, l'étoile ainsi que la faucille et le marteau pour la victoire du communisme.
La bannière de l'État de l'URSS porte le slogan (« Prolétaires de tous les pays, unissez-vous ! »). On le trouve ici en tadjik (Пролетарҳои ҳамаи мамлакатҳо, як шавед!) et en russe.
Le nom de la république est également indiquée en tadjik (РСС Тоҷикистон) et en russe (Таджикская ССР).
L'emblème a été modifié en 1992 pour le blason actuel du Tadjikistan, qui utilise un design similaire à celui de la république socialiste soviétique du Tadjikistan.